# Elecciones parlamentarias de Grecia de 1993
Las elecciones parlamentarias del año 1993 se celebraron en Grecia el 10 de octubre. El PASOK de Andreas Papandréu consiguió la victoria con 170 de los 300 escaños, derrotando al conservador Nueva Democracia de Constantinos Mitsotakis.

## Resultados
| Partiodo                                                                    | Votos     | %    | Escaños | +/–         |
| --------------------------------------------------------------------------- | --------- | ---- | ------- | ----------- |
| Movimiento Socialista Panhelénico (PASOK)                                   | 3.235.017 | 46,9 | 170     | 47          |
| Nueva Democracia (ND)                                                       | 2.711.737 | 39,3 | 111     | 39          |
| Primavera Política                                                          | 336.460   | 4,9  | 10      | Nuevo       |
| Partido Comunista de Grecia (KKE)                                           | 313.001   | 4,5  | 9       | Nuevo       |
| Synaspismos (SYN)                                                           | 202.887   | 2,9  | 0       | 19          |
| Unión de Centristas                                                         | 15.926    | 0,2  | 0       | Nuevo       |
| Confianza                                                                   | 26.228    | 0,4  | 0       | 1           |
| Fe                                                                          | 12.458    | 0,2  | 0       | 1           |
| Partido Nacional - Unión Política Nacional                                  | 9.469     | 0,1  | 0       | Sin cambios |
| Lucha de Izquierda                                                          | 8.160     | 0,1  | 0       | Nuevo       |
| Uniones Populares de Grupos Sociales Bipartidistas (LEFKO)                  | 7.237     | 0,1  | 0       | Sin cambios |
| Ecologistas Grecia                                                          | 5.723     | 0,1  | 0       | Sin cambios |
| Unión de Ecologistas                                                        | 5.378     | 0,1  | 0       | Sin cambios |
| Partido de los Cazadores Griegos                                            | 3.614     | 0,1  | 0       | Sin cambios |
| Partido Comunista Marxista-Leninista de Grecia (M-L KKE)                    | 1.817     | 0,0  | 0       | Sin cambios |
| Partido Socialista Combatiente de Grecia (ASKE)                             | 1.578     | 0,0  | 0       | Nuevo       |
| Partido Olímpico                                                            | 753       | 0,0  | 0       | Sin cambios |
| Organización para la Reconstrucción del Partido Comunista de Grecia (OAKKE) | 703       | 0,0  | 0       | Nuevo       |
| Movimiento Consistente de Grecia de Izquierda                               | 484       | 0,0  | 0       | Nuevo       |
| Auto-Respeto y Verdad                                                       | 334       | 0,0  | 0       | Nuevo       |
| Partido de los Derechos Humanos                                             | 255       | 0,0  | 0       | Sin cambios |
| Fe Cristiana                                                                | 66        | 0,0  | 0       | Nuevo       |
| Movimiento Helénico Ortodoxo Democrático                                    | 41        | 0,0  | 0       | Nuevo       |
| Partido Político Independiente "Vergina 1990"                               | 33        | 0,0  | 0       | Nuevo       |
| Movimiento Blanco Helénico de Ideología Contemporánea                       | 30        | 0,0  | 0       | Nuevo       |
| Partido de los Ciudadanos Responsables                                      | 19        | 0,0  | 0       | Nuevo       |
| Partido Humanismo y Paz                                                     | 18        | 0,0  | 0       | Sin cambios |
| Partido de los Demócratas Libres de Grecia                                  | 16        | 0,0  | 0       | Nuevo       |
| Verdes                                                                      | 6         | 0,0  | 0       | Nuevo       |
| Independientes                                                              | 863       | 0,0  | 0       | 4           |
| Votos nulos y en blanco                                                     | 119,614   | –    | –       | –           |
| Total                                                                       | 7.019.925 | 100  | 300     | 0           |
| Habitantes registrados/participación                                        | 8.861.833 | 79,2 | –       | –           |
| Fuente: Nohlen & Stöver                                                     |           |      |         |             |